# My Devil in Your Eyes
My Devil in Your Eyes è il secondo album in studio del gruppo musicale statunitense The Color Morale, pubblicato l'8 marzo 2011 dalla Rise Records.

## Tracce
Testi e musiche dei The Color Morale, eccetto dove indicato.
1. Nerve Endings – 3:07
2. Human(s)being (feat. Chad Ruhlig) – 3:48
3. The Dying Hymn – 3:39 (The Color Morale, Kellin Quinn)
4. Be Longing Always – 4:03
5. Walkers – 3:17
6. Demon Teeth (feat. Joey Sturgis) – 2:58
7. Falling Awake – 3:33
8. Quote on Quote (feat. Chris Roetter) – 3:40
9. This Lost Song Is Yours – 3:53
10. Fill;Avoid – 3:36

## Formazione
The Color Morale
- Garret Rapp – voce
- Ramon Mendoza – chitarra solista
- John Bross – chitarra ritmica, voce secondaria
- Justin Hieser – basso, voce secondaria
- Steve Carey – batteria, percussioni

Altri musicisti
- Chad Ruhlig – voce in Human(s)being
- Joey Sturgis – voce in Demon Teeth
- Chris Roetter – voce in Quote on Quote

Produzione
- Joey Sturgis – produzione, ingegneria del suono, missaggio, mastering
- Nick Sampson – ingegneria del suono
- Jeff Dunne – editing

## Classifiche
| Classifica (2011)         | Posizione massima |
| ------------------------- | ----------------- |
| Stati Uniti (heatseekers) | 11                |
| Stati Uniti (independent) | 44                |
| Stati Uniti (hard rock)   | 19                |